# Gloster Gladiator
De Gloster Gladiator is een Brits eenpersoons jachtvliegtuig, een dubbeldekker met stermotor. Het was het laatste jachtvliegtuig van de RAF dat dubbelvleugelig was, maar het eerste dat een gesloten cockpit had. 
Het toestel was bij introductie in 1937 al bijna verouderd, en werd snel overvleugeld door eendekkers als de Hurricane, de Spitfire en de Messerschmitt Bf 109. Het sterkste punt van de Gladiator was de wendbaarheid. De Gladiator had een maximumsnelheid van 414 km/u (Mk II); vanwege deze relatief lage snelheid was het toestel tamelijk geschikt voor inzet vanaf vliegdekschepen. Gebruik op zee had bovendien als voordeel dat er minder kans was dat het vliegtuig werd geconfronteerd met snelle Duitse jachttoestellen. De voor vliegdekschepen aangepaste versie heette de Sea Gladiator.

## Ontwerp
De Gladiator was min of meer een noodgreep om snel een jachtvliegtuig te kunnen produceren dat redelijk mee kon komen, dit in afwachting van meer bijdetijdse ontwerpen. Eigenlijk wilde de RAF een toestel gebaseerd op een in ontwikkeling zijnde lijnmotor, in de verwachting dat dit in lagere luchtweerstand zou resulteren. Toen dit technisch te ambitieus bleek werd dit ontwerp gebaseerd op de Gloster Gauntlet (toen in productie voor de RAF) aangeboden, met toch een stermotor. De Gladiator werd ontworpen door Henry Folland, die later zijn eigen Folland Aircraft zou stichten. De meest opvallende vernieuwingen waren vier machinegeweren in plaats van twee (naast de twee in de romp, ook twee in de vleugels), een gesloten cockpit (het eerste Britse jachtvliegtuig met een gesloten cockpit), een nieuw onderstel en (uiteraard) een krachtiger motor. Minder in het oog lopende vernieuwingen zorgden voor minder luchtweerstand, zodat het toestel toch snel genoeg was.

### Productie
Na de Mk I volgde de Mk II: de Mk II was weer de basis voor de Sea Gladiator I en II. Oorspronkelijk werd een combinatie van twee verschillende types machinegeweren (Lewis en Vickers) gemonteerd, maar dat beviel niet: al vrij snel werden vier machinegeweren van hetzelfde type (Browning) gemonteerd. Een andere verdere ontwikkeling is een krachtiger motor, met daarbij de vervanging van de oorspronkelijke (houten) tweebladige door een driebladige (metalen) propeller. De Sea Gladiator was niet alleen aangepast aan landingen op vliegdekschepen, maar ook uitgerust met een rubberboot.
De totale productie, door de Gloster Aircraft Company, was waarschijnlijk tussen de zeven- en achthonderd exemplaren, waarvan de meeste voor de Britse strijdkrachten, maar ook voor landen als Finland, België, Noorwegen en China.

## Inzet in de strijd

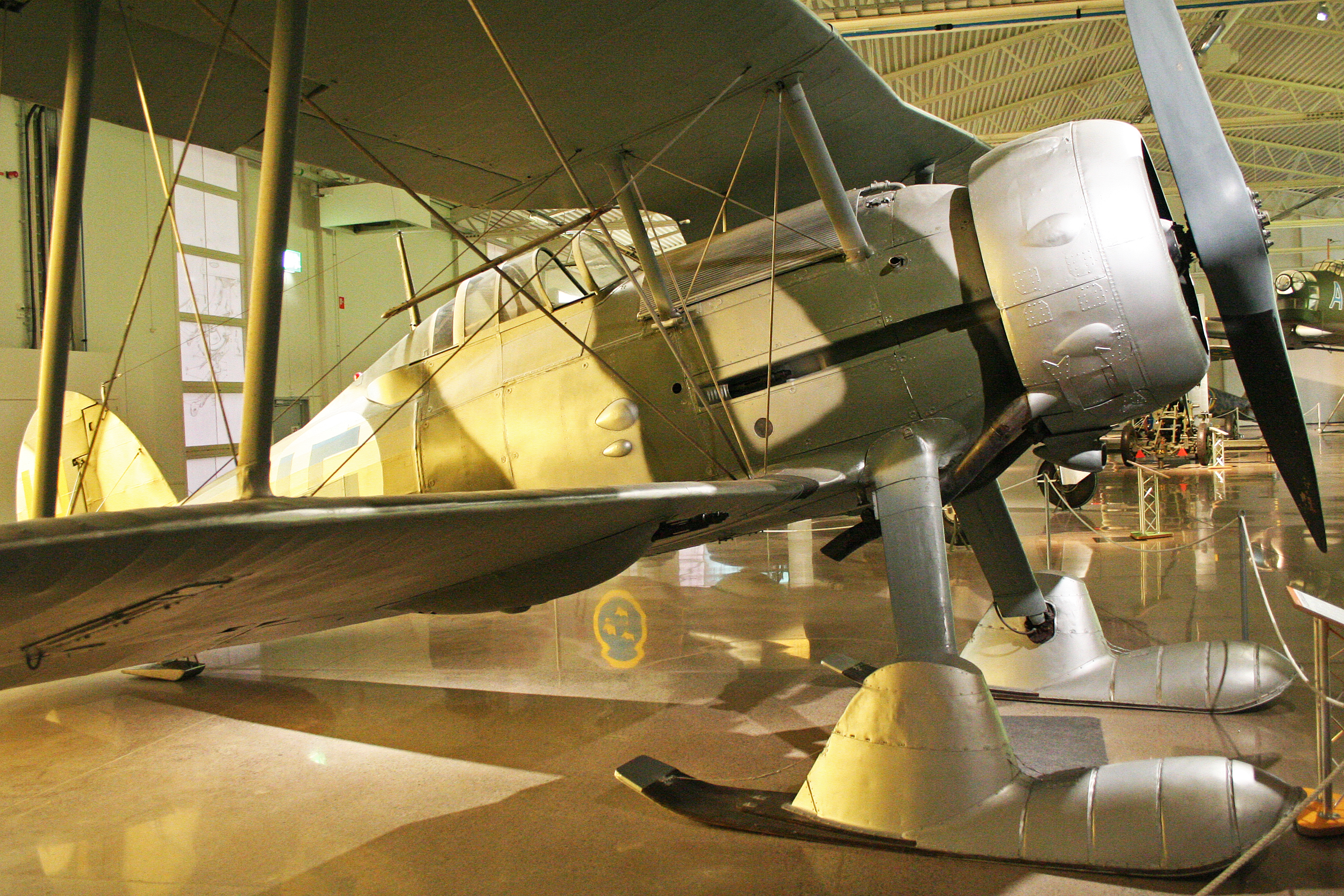
Zweedse Gladiator, op skis, in Finse kleuren

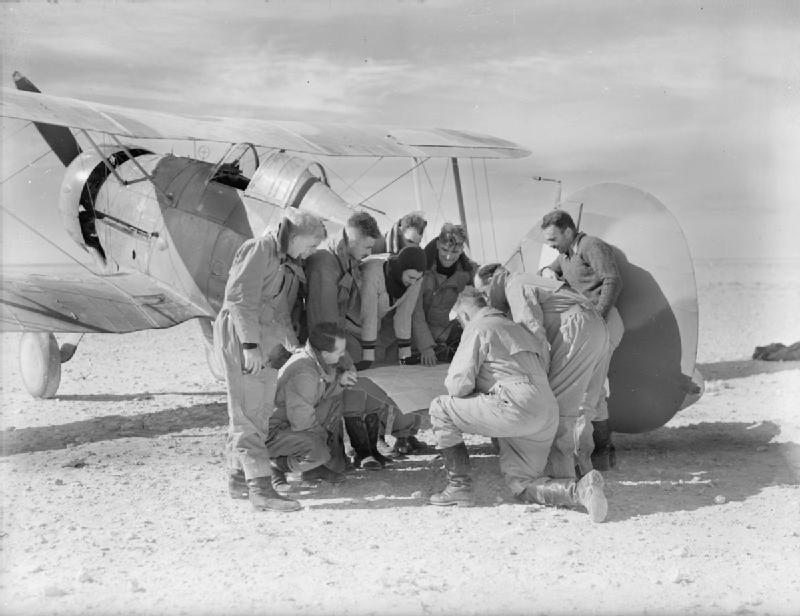
In Egypte, 1941

De Gloster Gladiatior werd eind jaren dertig, begin jaren veertig, op tal van plaatsen in de strijd ingezet, zoals bijvoorbeeld in China tegen Japan en in Finland tijdens de Winteroorlog. Ook in Noorwegen werd het toestel ingezet. Omdat het vliegtuig wat betreft snelheid niet was opgewassen tegen moderne tegenstanders werd het voornamelijk in de periferie ingezet. Zo was het redelijk succesvol bij het bestrijden van de eveneens achterhaalde Italiaanse dubbeldekkers in noordelijk Afrika (en Griekenland) waar het tot in 1941 het belangrijkste jachttoestel was. 
Topscorer was Pat Pattle die in zijn Gladiator vijftien(-en-eenhalf) Italianen uit de lucht wist te halen. De beroemdste oorlogsvlieger in een Gladiator was Roald Dahl, die bij een noodlanding in Egypte bijna het leven verloor.

### Malta

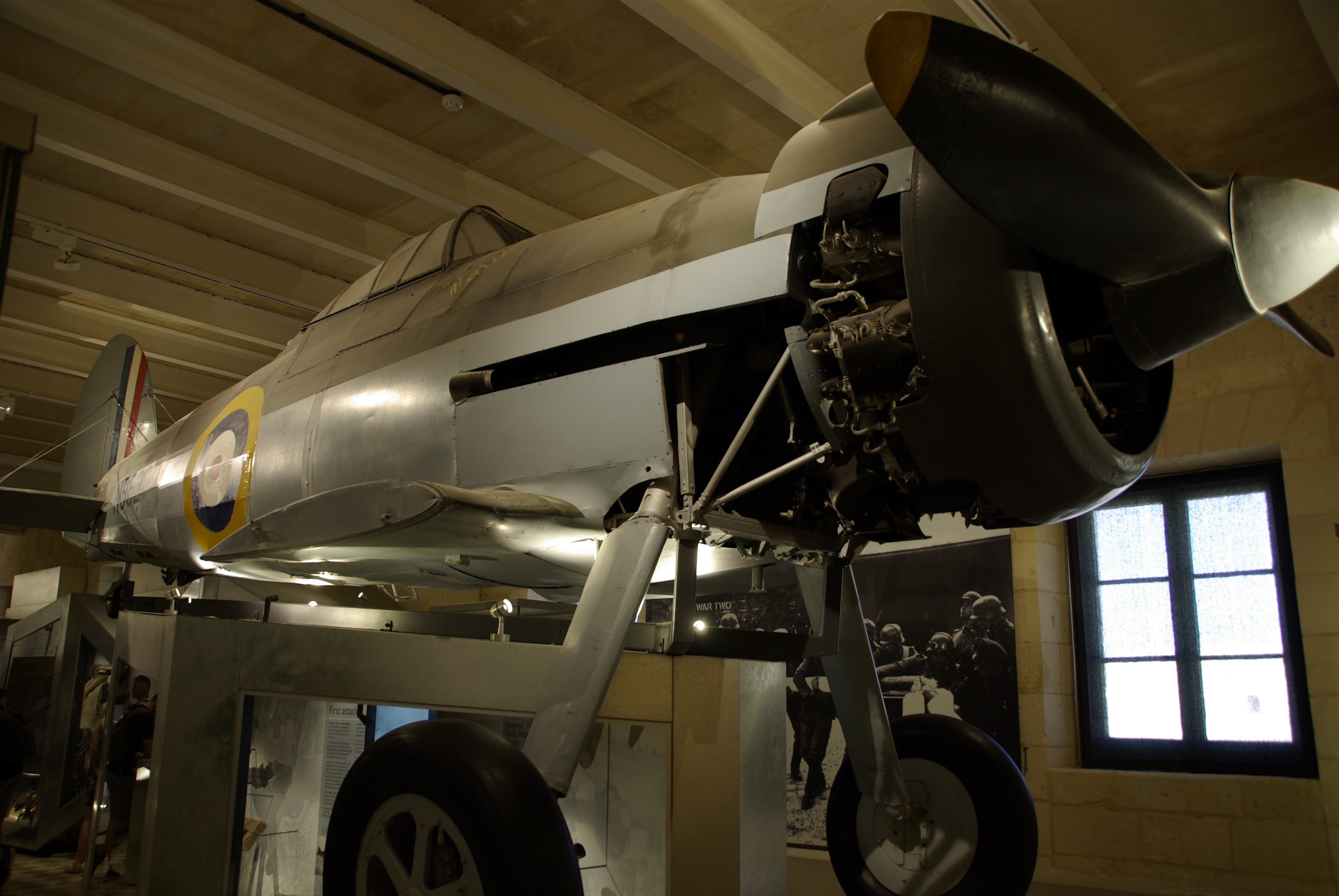
Gerestaureerde Gladiator Faith (alleen de romp), met tweebladige propeller, in het museum van Valletta

Een bijzondere plekje in de geschiedenis van de Gladiator is de verdediging van Malta in 1940. Hoewel Malta nauwelijks verdedigbaar geacht werd (het ligt vlak bij Italië), werd in 1940 toch inderhaast een luchtverdediging geïmproviseerd met daar min of meer toevallig aanwezige Sea Gladiators. Vanaf het moment dat Italië de oorlog verklaard had aan de geallieerden (10 juni) tot het eind van 1940 werd Malta in de lucht verdedigd door Gladiators aangevuld met enige Hurricanes. In de begindagen, maar soms ook later, moesten Gladiators het alleen doen: ze waren te langzaam om vijandelijke bommenwerpers bij te houden en moesten zich beperken tot het verhinderen van ongestoorde bombardementen. Er werden hooguit drie Gladiators tegelijk de lucht ingestuurd die (achteraf) de namen Hope, Faith en Charity ('hoop, geloof en barmhartigheid') kregen. Dankzij de wendbaarheid wisten zij zich toch goed te handhaven (eind juli werd er één neergeschoten). 
Op een gegeven moment werd in minimaal één toestel een krachtiger motor ingebouwd, met een driebladige propeller (in plaats van de oorspronkelijke tweebladige). Overigens waren ook Hurricanes niet afdoende om het eiland goed te verdedigen: de situatie op Malta bleef precair totdat er Spitfires in voldoende aantallen operationeel werden, zo midden 1942. Eind 1942 was het gevaar voor Malta geweken.

## Uit dienst
De Portugese luchtstrijdkrachten waren in 1953 de laatste die afscheid namen van dit tegen die tijd zwaar gedateerde gevechtsvliegtuig.

## Galerij

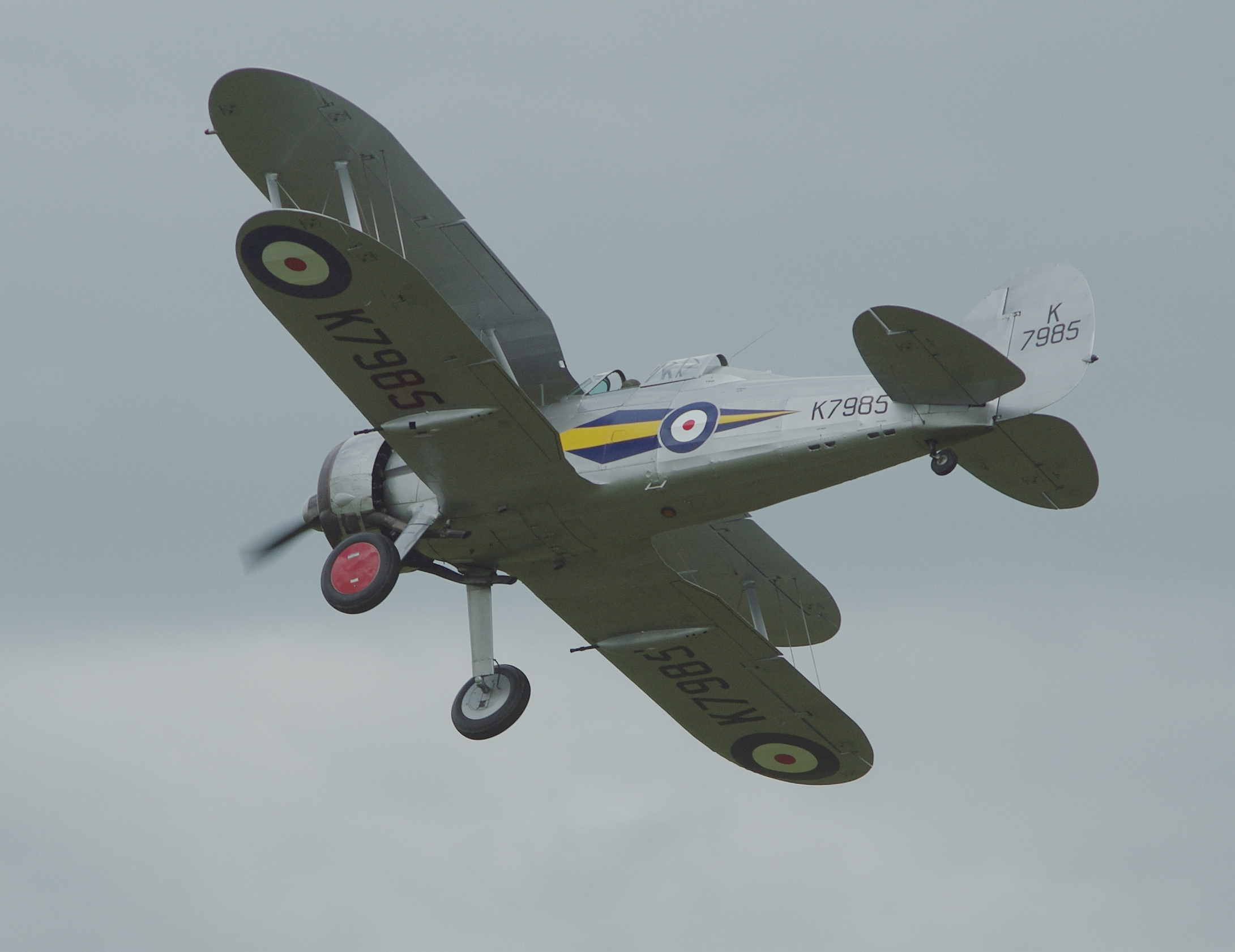
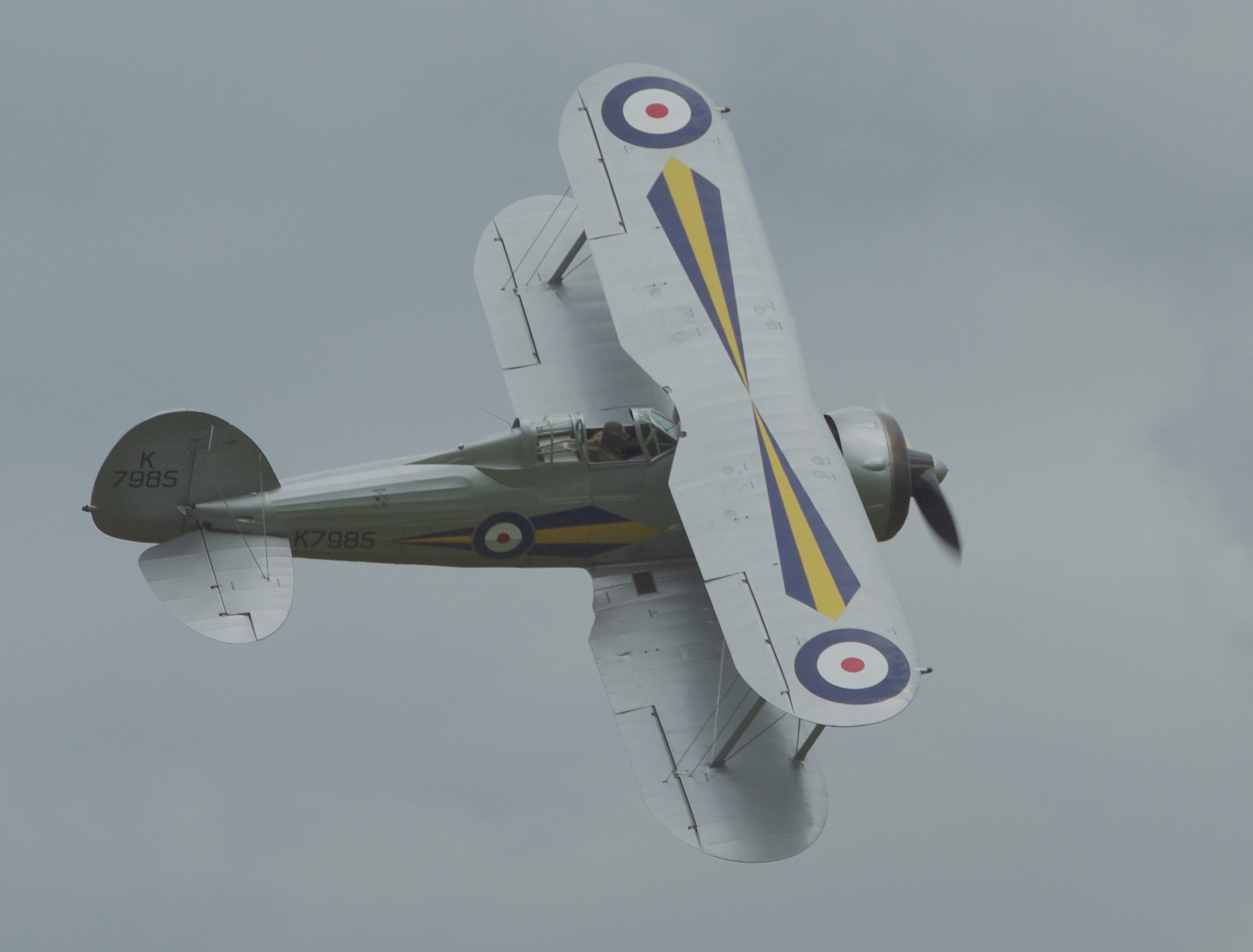
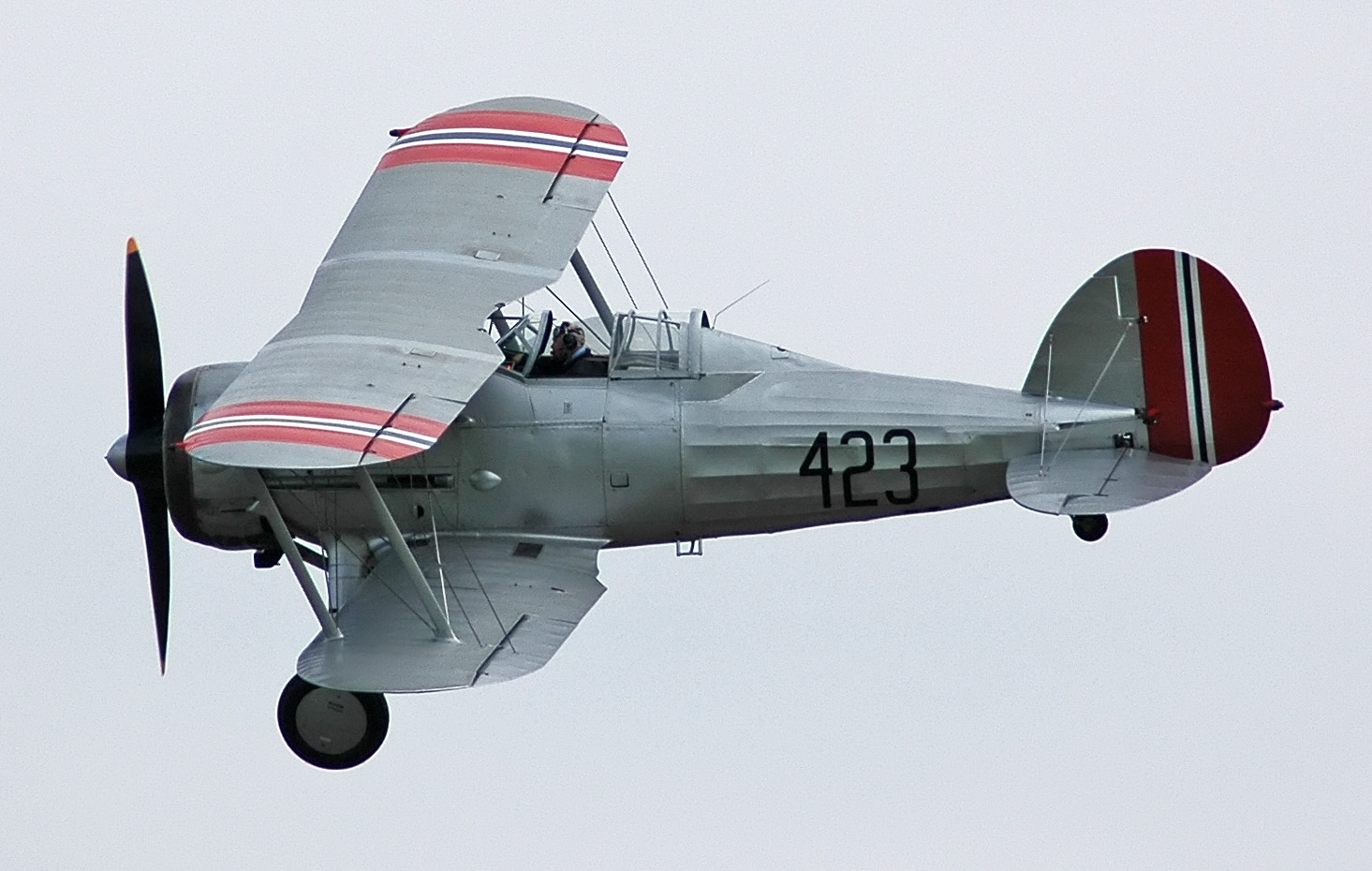